# Джованни да Мурта
Джованни да Мурта (итал. Giovanni da Murta; дата рождения неизвестна — 6 января 1350, Генуя) — 2-й дож Генуэзской республики.

## Биография
Хотя дата его рождения неизвестна, предполагается, что он родился в начальных годах XIV столетия в деревне Мурта в долине Польчевера (сегодня — один из районов города Генуя), в финансово процветающей недворянской семье. Его мать была из влиятельной патрицианской семьи Усодимаре.
Занимаясь торговлей, он стал банкиром.

## Правление
После того, как он стал дожем, ему удалось каким-то образом замирить город, который до этого раздирал конфликт между различными аристократическими родами. В частности, ему удалось предотвратить захват города кланом Гримальди. Против этого нападения он зафрахтовал флот из более чем двух дюжин частных вооруженных галер под командованием адмирала Симоне Виньозо.
После того, как опасность со стороны Гримальди спала, дож попытался вернуть себе контроль над островом Корсика. К началу его правления лишь цитадель Бонифачо оставалась в генуэзских руках, остальная часть колонии де-факто являлась независимой, благодаря поддержке королевства Арагон и венецианского флота. Дож доверил своему сыну Томмазо покорить остров. Эта экспедиция ознаменовала конец феодальной анархии на Корсике и открыла эпоху генуэзского господства над островом. Для того, чтобы финансировать военные операции на острове, Республике пришлось занимать значительные суммы у крупных банкирских семей.
На дипломатическом фронте Джованни да Мурта попытался успокоить напряжение в отношениях между Генуей и Венецией, которое последовало за занятием генуэзцами района Пера в Константинополе, что было воспринято венецианцами как угроза их господству в Леванте. Дож предложил венецианцам присоединиться к крестовому походу против османов, но это предложение было отклонено.

## Чума и смерть
В правление де Мурты в Республику прорвалась «Черная смерть». Республика стала одной из первых европейских государств, пострадавших от пандемий чумы, после того, как генуэзский корабль, следовавший из осажденной монголами Каффы в Крыму, перенес болезнь через Средиземное море. С ноября 1347 до 1351 года чума убила от 30 до 40 % населения Генуи, дож оказался среди ее жертв. Он умер 6 января 1350 года и был похоронен в соборе Сан-Лоренцо. Его преемником стал Джованни II Валенте, который был избран дожем через три дня в атмосфере напряженности между партией «popolani» и аристократами, что демонстрирует иллюзорность усилий де Мурты по объединению города.
В отличие от большинства дожей в истории Генуи, Джованни де Мурта оставил отличное впечатление о своем правлении. Современные историки указывают на его усилия миротворца и называют его «поборником общего блага».